# Türksat 5B
Türksat 5B est un satellite de télécommunications turc d'une masse de 4500 kg construit par Airbus et lancé en orbite géostationnaire par une Falcon 9 de SpaceX le 19-12-2021. 